# Поток-при-Дорнберку
Поток-при-Дорнберку (словен. Potok pri Dornberku) — мале поселення в общині Нова Гориця, Регіон Горишка, Словенія. Висота над рівнем моря: 69,5 м. Розташоване на південь від Дорнберку. Згідно статистики у 2020 році в поселенні проживало 147 осіб.